# Blaszka środkowa

Blaszka środkowa na górze, ściana komórkowa i błona komórkowa poniżej

Blaszka środkowa – cienka warstwa nieplazmatycznej substancji międzykomórkowej zbudowanej z pektyn. Blaszka środkowa znajduje się pomiędzy pierwotnymi ścianami komórkowymi przylegających komórek roślinnych.

## Powstawanie
Blaszka środkowa zaczyna się tworzyć w telofazie jako przegroda pierwotna. W płaszczyźnie równikowej fragmoplastu pojawiają się drobne pęcherzyki, dostarczane przez aparaty Golgiego i retikulum endoplazmatyczne, zawierające polisacharydy, a zwłaszcza związki pektynowe. Pęcherzyki te łączą się ze sobą, najpierw w centralnej części dzielącej się komórki, a potem stopniowo w kierunku jej starych ścian. Zanim powstająca przegroda osiągnie te ściany, zaczyna się zestalać. Materiały budulcowe z aparatów Golgiego odkładają się po obu stronach przegrody pierwotnej i w konsekwencji (w cytokinezie) powstaje blaszka środkowa, na której protoplasty sąsiednich komórek zbudują z czasem ściany pierwotne.  
W obrębie znajdujących się w ścianie komórkowej jamek występuje blaszka środkowa i ściana pierwotna (brak ściany wtórnej), tworząc tzw. błonę zamykającą. Ma ona liczne otworki, przez które przechodzą plazmodesmy.

## Rola
Blaszkę środkową można traktować jako spoiwo występujące między pierwotnymi ścianami komórkowymi. Przez częściowe rozpuszczenie (macerację) blaszki środkowej (enzymatyczne) dochodzi do powstania przestworów międzykomórkowych w tkance (w okolicach naroży komórek), przez całkowite jej rozpuszczenie powstają zbiorniki wydzielnicze. 
Pektyna blaszki środkowej może być rozpuszczona przez gotowanie. Gotowane tkanki roślinne miękną (warzywa, owoce). Pektyna, która przeszła do roztworu po zagęszczeniu tworzy żel — powidła.